# Чжуїнь

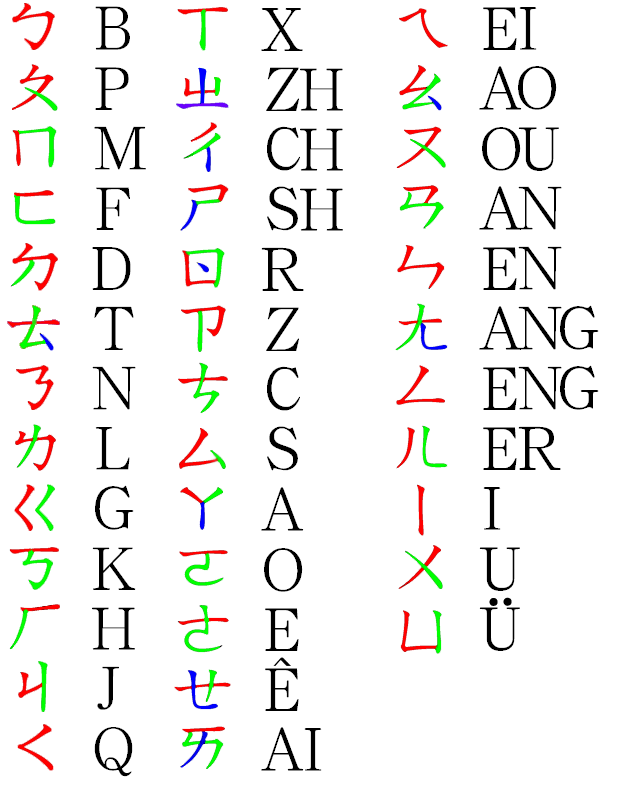
Символи чжуїня

Чжуїнь фухао (кит. трад. 注音符號, спр. 注音符号, піньїнь: Zhùyīn Fúhào, акад. джуїнь фухао, буквально «фонетичні символи») або чжуїнь цзиму (кит. трад. 註音字母, спр. 注音字母, піньїнь: Zhùyīn Zìmǔ, буквально «фонетичний алфавіт») — система транскрипції читання ієрогліфів (фонетичний алфавіт), яка була побудована таким чином, щоб кожній частині складу відповідав певний знак.

## Етимологія
Чжуїнь (注音) буквально означає фонетичний запис. Початкова офіційна назва системи була «Фонетичний алфавіт національної мови»(國音字母; Guóyīn Zìmǔ) та «Фонетичний алфавіт»(註音字母; Zhùyīn Zìmǔ). Пізніше її було перейменовано на «фонетичні символи» (注音符號; Zhùyīn Fúhào).
Назва «Бопомофо» походить від перших чотирьох літер системи: ㄅ, ㄆ, ㄇ і ㄈ. Подібно до того, як слово «алфавіт» походить від назв перших двох літер алфавіту (альфа та бета). Ця ж послідовність іноді використовується іншими носіями китайської мови для позначення інших фонетичних систем. В офіційних документах Бопомофо іноді називають «Мандаринським фонетичним символом I» (國語注音符號第一式), скорочено як «МФС I» (注音一式), щоб відрізнити його від романізованої фонетичної системи, яка з'явилася в 1984 році під назвою «Мандаринські фонетичні символи II» (MPS II).

## Історія

#### Походження
Після опіумних війн у XIX ст. і знайомства китайців із досягненнями західних лінгвістів розпочинається робота над практичними дослідженнями в межах реформи китайського письма і створення фонетичного алфавіту. Перші проєкти такої писемності запропонували Лу Чжуанчжан у 1890 р. і Ван Чжао у 1900 р. Комісія з уніфікації вимови, яку очолював У Чжихуей з 1912 по 1913 рік, створила систему під назвою чжуїнь цзиму (注音字母), в основу якої було покладено алфавіт, створений у 1908 р. Чжан Бінлінем 章炳麟 (1867–1936). Ця система використовувалася як офіційне фонетичне письмо для анотації звуків ієрогліфів відповідно до системи вимови під назвою лаогуоїнь (老国音). Проєкт був оприлюднений 11 липня 1913 року Національним міністерством освіти Республіки Китай, але офіційно проголошений лише 23 листопада 1928 року. Пізніше його перейменували спочатку в гуоїнь цзиму (国音字母), а потім, у квітні 1930 року, в чжуїнь фухао (注音符号). Останнє перейменування врахувало побоювання, що алфавітна система може самостійно замінити китайські ієрогліфи. В 1918 р. декретом Міністерства освіти був уведений у програму китайських шкіл як засіб для транскрипції ієрогліфів та уніфікації вимови. Але згодом у Китайській Народній Республіці чжуїнь цзиму витіснила азбука піньїнь цзиму (拼音字母),  латинізована транскрипція читання ієрогліфів, яка була затверджена в 1958 р. 

#### Сучасне використання
Чжуїнь фухао і дотепер використовується як національна фонетична система для вивчення китайської мови в Тайвані, Гонконзі та Макао. У Тайвані цю абетку також називають бопомофо (ㄅㄆㄇㄈ BoPoMoFo), її широко використовують у підручниках та словниках як засіб транскрипції ієрогліфів.  Бопомофо є найвикористованішою фонетичною системою в навчанні, читанні та письмі в початковій школі в Тайвані.

## Вживання символів
Ієрогліфи Бопомофо в основному взяті з «впорядкованих» форм стародавніх китайських ієрогліфів, сучасне читання яких містить звук, який позначає кожна літера. Як і фаньце, чжуїнь цзиму була заснована на принципах закономірного ділення складу (ініціаль+фіналь).
Система в загальному містить 37 символів і п’ять тональних позначок, що дозволяє транскрибувати всі можливі звуки китайської мови.
Алфавіт чжуїнь фухао складається з: 
- 21 знака, призначених для запису всіх початкових приголосних (ініціалей), наприклад: ㄅ (b), ㄆ (p), ㄋ (n) і т. д.;
- 13 – для запису фіналей, наприклад: ㄚ (a), ㄠ (ao), ㄧ (i), ㄢ (an), ㄣ (en) і т. д.;
- 3 знаків, що вживаються для запису ініціалей, які зустрічаються лише в деяких китайських діалектах: 万 (v) 兀 (ng) 广 (gn).[2]

При записі цілого складу відповідні ініціалі та фіналі з'єднують, наприклад: ma – ㄇㄚ,wo – ㄨㄛ, yan – ㄧㄢ, wei – ㄨㄟ і т. д.

### Приголосні
Приголосні перераховані в порядку місця артикуляції, від передньої частини рота до задньої, /b/, /p/, /m/, /f/, /d/, /t/, /n/, / л/ та ін.
| Чжуїнь     | ㄅ          | ㄆ         | ㄇ          | ㄈ           | ㄉ          | ㄊ          | ㄋ          | ㄌ          | ㄍ           | ㄎ           | ㄏ           | ㄐ              | ㄑ              | ㄒ              | ㄓ                    | ㄔ                     | ㄕ                       | ㄖ                     | ㄗ                      | ㄘ                      | ㄙ                     |
| Піньїнь    | b           | p          | m           | f            | d           | t           | n           | l           | g            | k            | h            | j               | q               | x               | zh                    | ch                     | sh                       | r                      | z                       | c                       | s                      |
| МФА        | b̥           | pʰ         | m           | f            | d̥           | tʰ          | n           | l           | ɡ̊            | kʰ           | x            | d̥ʑ̥              | tɕʰ             | ɕ               | d̥ʐ̥                    | tʂʰ                    | ʂ                        | ʐ                      | ʣ̥                       | ʦʰ                      | s                      |
| Походження | 勹          | 攵         | 冖          | 匚           | 刀          | 充          | 乃          | 力          | 巜           | 丂           | 厂           | 丩              | 巛              | 丅              | 㞢                    | 彳                     | 尸                       | 日                     | 卩                      | 七                      | 厶                     |
| Приклад    | 包 bāo ㄅㄠ | 撲 pū ㄆㄨ | 冞 mí ㄇㄧˊ | 匪 fěi ㄈㄟˇ | 地 dì ㄉㄧˋ | 提 tí ㄊㄧˊ | 你 nǐ ㄋㄧˇ | 利 lì ㄌㄧˋ | 告 gào ㄍㄠˋ | 考 kǎo ㄎㄠˇ | 好 hǎo ㄏㄠˇ | 叫 jiào ㄐㄧㄠˋ | 巧 qiǎo ㄑㄧㄠˇ | 小 xiǎo ㄒㄧㄠˇ | 知zhī ㄓ; 主zhǔ ㄓㄨˇ | 吃 chī ㄔ; 出 chū ㄔㄨ | 是 shì ㄕˋ; 束 shù ㄕㄨˋ | 日 rì ㄖˋ; 入 rù ㄖㄨˋ | 字 zì ㄗˋ; 在 zài ㄗㄞˋ | 詞 cí ㄘˊ; 才 cái ㄘㄞˊ | 四 sì ㄙˋ; 塞 sāi ㄙㄞ |

### Голосні
| Чжуїнь     | ㄚ          | ㄜ          | 丨                     | ㄨ                       | ㄛ            | ㄩ                     | ㄝ            | ㄞ            | ㄟ            | ㄠ            | ㄡ           | ㄢ           | ㄣ           | ㄤ             | ㄥ            | ㄦ        |
| Піньїнь    | a           | e           | i                      | u                        | o             | ü                      | ê             | ai            | ei            | ao            | ou           | an           | en           | ang            | eng, -ng      | er, r     |
| МФА        | a           | ɤ           | i                      | u                        | o             | y                      | e             | aɪ            | eɪ            | aʊ            | oʊ           | an           | ən           | ɑŋ             | ɤŋ, ŋ         | ɚ, r      |
| Походження | 丫          | 𠀀          | 一                     | 㐅                       | 𠀀            | 凵                     | 也            | 𠀅            | 乁            | 幺            | 又           | 𢎘           | 𠃑           | 尢             | 𠃋            | 儿        |
| Приклад    | 大 dà ㄉㄚˋ | 得 dé ㄉㄜˊ | 以 yǐ ㄧˇ; 逆 nì ㄋㄧˋ | 努 nǔ ㄋㄨˇ; 我 wǒ ㄨㄛˇ | 多 duō ㄉㄨㄛ | 雨 yǔ ㄩˇ; 女 nǚ ㄋㄩˇ | 爹 diē ㄉㄧㄝ | 晒 shài ㄕㄞˋ | 誰 shéi ㄕㄟˊ | 少 shǎo ㄕㄠˇ | 收 shōu ㄕㄡ | 山 shān ㄕㄢ | 申 shēn ㄕㄣ | 上 shàng ㄕㄤˋ | 生 shēng ㄕㄥ | 而 ér ㄦˊ |

## Порівняльна таблиця
| МФА            | ɑ  | ɔ  | ɤ   | ɛ  | aɪ | eɪ̯ | ɑʊ̯ | ɤʊ̯ | an | ən | ɑŋ  | ɤŋ  | ɑɻ  | ʊŋ   | i  | i̯ɛ   | i̯ɤʊ̯  | i̯ɛn  | in   | iŋ   |
| Піньїнь        | a  | o  | e   | e  | ai | ei | ao | ou | an | en | ang | eng | er  | ong  | yi | ye   | you  | yan  | yin  | ying |
| Тун'юн-піньїнь | a  | o  | e   | e  | ai | ei | ao | ou | an | en | ang | eng | er  | ong  | yi | ye   | you  | yan  | yin  | ying |
| Вейд-Джайлз    | a  | o  | o/ê | eh | ai | ei | ao | ou | an | ên | ang | êng | êrh | ung  | i  | yeh  | yu   | yen  | yin  | ying |
| Чжуїнь         | ㄚ | ㄛ | ㄜ  | ㄝ | ㄞ | ㄟ | ㄠ | ㄡ | ㄢ | ㄣ | ㄤ  | ㄥ  | ㄦ  | ㄨㄥ | ㄧ | ㄧㄝ | ㄧㄡ | ㄧㄢ | ㄧㄣ | ㄧㄥ |
| Приклад        | 阿 | 哦 | 俄  |    | 艾 | 黑 | 凹 | 偶 | 安 | 恩 | 昂  | 冷  | 二  | 中   | 一 | 也   | 又   | 言   | 音   | 英   |

| МФА            | u  | u̯ɔ   | u̯eɪ̯  | u̯aɪ̯  | u̯an  | u̯ən  | u̯ʊn  | u̯ɤŋ  | u̯ʊŋ  | y  | y̯œ   | y̯ɛn  | yn   | i̯ʊŋ  |
| Піньїнь        | wu | wo   | wei  | wai  | wan  | wen  |      | weng |      | yu | yue  | yuan | yun  | yong |
| Тун'юн-піньїнь | wu | wo   | wei  | wai  | wan  |      | wun  |      | wong | yu | yue  | yuan | yun  | yong |
| Вейд-Джайлз    | wu | wo   | wei  | wai  | wan  | wên  |      | wêng |      | yü | yüeh | yüan | yün  | yung |
| Чжуїнь         | ㄨ | ㄨㄛ | ㄨㄟ | ㄨㄞ | ㄨㄢ | ㄨㄣ | ㄨㄣ | ㄨㄥ | ㄨㄥ | ㄩ | ㄩㄝ | ㄩㄢ | ㄩㄣ | ㄩㄥ |
| Приклад        | 五 | 我   | 位   | 外   | 完   | 文   | 文   | 翁   | 翁   | 玉 | 月   | 元   | 云   | 用   |

| МФА            | p  | pʰ | m  | fɤŋ  | fʊŋ  | ti̯ou̯   | tu̯ei̯   | tʰ | ny   | ly   | kɤɻ    | kʰ | xɤ   |
| Піньїнь        | b  | p  | m  | feng |      | diu    | dui    | t  | nü   | lü   | ger    | k  | he   |
| Тун'юн-піньїнь | b  | p  | m  |      | fong | diou   | duei   | t  | nyu  | lyu  | ger    | k  | he   |
| Вейд-Джайлз    | p  | p' | m  | fêng |      | tiu    | tui    | t' | nü   | lü   | kêrh   | k' | ho   |
| Чжуїнь         | ㄅ | ㄆ | ㄇ | ㄈㄥ | ㄈㄥ | ㄉㄧㄡ | ㄉㄨㄟ | ㄊ | ㄋㄩ | ㄌㄩ | ㄍㄜㄦ | ㄎ | ㄏㄜ |
| Приклад        | 玻 | 婆 | 末 | 封   | 封   | 丟     | 兌     | 特 | 女   | 旅   | 歌儿   | 可 | 何   |

| МФА            | tɕi̯ɛn  | tɕi̯ʊŋ  | tɕʰin  | ɕy̯ɛn   | ʈʂɤ  | ʈʂɨ  | ʈʂʰɤ | ʈʂʰɨ  | ʂɤ   | ʂɨ   | ʐɤ   | ʐɨ  | tsɤ  | tsu̯ɔ   | tsɨ | tsʰɤ | tsʰɨ | sɤ   | sɨ  |
| Піньїнь        | jian   | jiong  | qin    | xuan   | zhe  | zhi  | che  | chi   | she  | shi  | re   | ri  | ze   | zuo    | zi  | ce   | ci   | se   | si  |
| Тун'юн-піньїнь | jian   | jyong  | cin    | syuan  | jhe  | jhih | che  | chih  | she  | shih | re   | rih | ze   | zuo    | zih | ce   | cih  | se   | sih |
| Вейд-Джайлз    | chien  | chiung | ch'in  | hsüan  | chê  | chih | ch'ê | ch'ih | shê  | shih | jê   | jih | tsê  | tso    | tzŭ | ts'ê | tz'ŭ | sê   | szŭ |
| Чжуїнь         | ㄐㄧㄢ | ㄐㄩㄥ | ㄑㄧㄣ | ㄒㄩㄢ | ㄓㄜ | ㄓ   | ㄔㄜ | ㄔ    | ㄕㄜ | ㄕ   | ㄖㄜ | ㄖ  | ㄗㄜ | ㄗㄨㄛ | ㄗ  | ㄘㄜ | ㄘ   | ㄙㄜ | ㄙ  |
| Приклад        | 件     | 窘     | 秦     | 宣     | 哲   | 之   | 扯   | 赤    | 社   | 是   | 惹   | 日  | 仄   | 左     | 字  | 策   | 次   | 色   | 斯  |

| МФА            | ma˥˥ | ma˧˥  | ma˨˩˦ | ma˥˩  | ma     |
| Піньїнь        | mā   | má    | mǎ    | mà    | ma     |
| Тун'юн-піньїнь | ma   | má    | mǎ    | mà    | må     |
| Вейд-Джайлз    | ma1  | ma2   | ma3   | ma4   | ma0    |
| Чжуїнь         | ㄇㄚ | ㄇㄚˊ | ㄇㄚˇ | ㄇㄚˋ | ㄇㄚ・ |
| Приклад        | 媽   | 麻    | 馬    | 罵    | 嗎     |